# Diplopterys cabrerana
Diplopterys cabrerana – gatunek pnącza występujący w lasach deszczowych Ameryki Południowej, gdzie znane jest jako Chaliponga, Chagropanga, a w niektórych częściach Ekwadoru jako Chacruna. Roślina ta jest jednym z podstawowych składników enteogenicznego napoju ayahuasca, z powodu wysokiej zawartości psychodelicznych tryptamin jak DMT i 5-MeO-DMT.